# Serpenticobitidae
Serpenticobitidae – monotypowa rodzina małych ryb karpiokształtnych (Cypriniformes), obejmująca trzy słodkowodne gatunki, klasyfikowane wcześniej w rodzinie przylgowatych (Balitoridae).

## Występowanie
Tajlandia i Laos.

## Cechy charakterystyczne
Ryby z tej rodziny różnią się od pozostałych kozowców (Cobitoidea) krótkim, cylindrycznym  ciałem o pręgowanym deseniu. Głowa jest mała, pysk zaokrąglony i wyraźnie wystający. Poniżej oka położony jest duży, dwudzielny kolec. Płetwa ogonowa lekko rozwidlona. Nasada płetwy grzbietowej leży przed nasadą płetw brzusznych. W połowie wysokości płetwy ogonowej duży i dobrze widoczny czarny punkt.

## Klasyfikacja
Do rodziny Serpenticobitidae zaliczany jest rodzaj:
Serpenticobitis